# Arnaud Lusamba
Arnaud Lusamba (Metz, 4 januari 1997) is een Frans voetballer die bij voorkeur als offensieve middenvelder speelt. Hij verruilde AS Nancy in juli 2016 voor OGC Nice.

## Clubcarrière
Lusamba werd geboren in Metz en is een jeugdproduct van AS Nancy. Op 1 augustus 2014 debuteerde hij in de Ligue 2 tegen Dijon FCO. Hij mocht in de basiself starten en zette zijn team na 61 minuten op voorsprong. Nadien maakte verdediger Joeffrey Cuffaut die voorsprong ongedaan met een eigen doelpunt. Twee weken later maakte Lusamba zijn tweede treffer in het thuisduel tegen AC Arles-Avignon. In zijn debuutseizoen kwam hij tot vijf doelpunten in dertig competitiewedstrijden.

## Interlandcarrière
Lusamba speelde vijftien interlands voor Frankrijk –16 en negen interlands voor Frankrijk –17.